# تپه کمرخان
تپه کمرخان مربوط به هزاره دوم قبل از میلاد است و در شهرستان کرمانشاه، بخش مرکزی، ۱/۶ کیلومتری شمال شرق روستای شاهرخ‌آباد واقع شده و این اثر در تاریخ ۷ خرداد ۱۳۸۷ با شمارهٔ ثبت ۲۲۸۳۵ به‌عنوان یکی از آثار ملی ایران به ثبت رسیده است.